# Кредаро
Кредаро (итал. Credaro) је насеље у Италији у округу Бергамо, региону Ломбардија.
Према процени из 2011. у насељу је живело 2250 становника. Насеље се налази на надморској висини од 232 м.

## Становништво
| 1936. | 1951. | 1961. | 1971. | 1981. | 1991. | 2001. | 2011. |
| ----- | ----- | ----- | ----- | ----- | ----- | ----- | ----- |
| 1.350 | 1.474 | 1.577 | 1.686 | 1.865 | 2.038 | 2.297 | 3.336 |